# 사무엘 부처

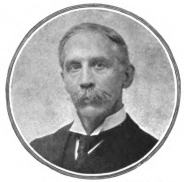

사무엘 헨리 부처(Samuel Henry Butcher ,DCL LLD FRSE FBA[1](/ˈbʊtʃər/; 1850년 4월 16일 – 1910년 12월 29일)는 앵글로-아일랜드의 고전 학자이자 정치가이다. 사무엘 헨리 부처(Samuel Henry Butcher)는 더블린에서 미데(Meath,고대 아일랜드어: Mide [ˈmʲiðʲe], 아일랜드어: Mí 미) 지역의 주교이자 미데 주교(Bishop of Meath)인 사무엘 부처(Samuel Butcher)와 메리 리히(Mary Leahy) 사이에서 태어났다.
그는 윌트셔(Wiltshire)의 말보로 대학(Marlborough College)에서 교육을 받은 후 케임브리지 대학의 구성원인 트리니티 대학(Trinity College)에 입학하여 1869년에서 1873년 사이에 재학했으며 시니어 클래식 및 총장 메달리스트였다. 1874년 트리니티의 동료로 선출된 그는 1876년 트렌치 대주교의 딸과 결혼하면서 대학을 떠났다. 1876년부터 1882년까지 그는 옥스퍼드 대학교의 펠로우였으며 그곳에서 개인지도를 했다.  1882년부터 1903년까지 그는 존 스튜어트 블래키(John Stuart Blackie) 교수의 뒤를 이어 에든버러 대학의 그리스어 교수를 지냈다. 이 기간 동안 그는 에든버러의 웨스트 엔드에 있는 팔머스턴 플레이스(27 Palmerston Place)에서 살았다.  그의 직은 알렉산더 윌리엄 마이어(Alexander William Mair) 교수에 의해 에든버러 대학교에서 계승되었다.
그는 1906년부터 죽을 때까지 캠브리지 대학의 두 의원 중 한 명으로 연합당을 대표했다.
그는 1909년에서 1910년까지 영국 아카데미의 회장이었다.
그는 1910년 12월 29일 런던에서 사망했으며 그의 시신은 스코틀랜드로 반환되어 아내 로즈 줄리아 부쳐(1840-1902)와 함께 에든버러의 딘 공동묘지에 안장되었다. 그의 무덤은 창백한 화강암 켈트 십자가가 있으며 원래 묘지에서 북쪽 섹션의 북쪽 경로 근처에 있다.

## 같이 보기
- 시학